# Uredo domingensis
Uredo domingensis é uma espécie  do gênero Uredo.  